# Thurgoland
Thurgoland – wieś w Anglii, w hrabstwie ceremonialnym South Yorkshire, w dystrykcie metropolitalnym Barnsley. Leży 15 km na północny zachód od miasta Sheffield i 243 km na północny zachód od Londynu. W 2001 miejscowość liczyła 1801 mieszkańców.